# Arawá
L'arawá est une langue arawane parlée au Brésil, sur la rivière Juruá, en Amazonie. La langue est éteinte.

## Histoire de la langue
Les Arawas sont rencontrés en 1869 par l'explorateur William Chandless qui recueille un vocabulaire de 50 mots de la langue. Cette source reste la seule que nous possédions. En 1877, la tribu est décimée par une épidémie de rougeole. Les survivants se réfugient chez les Culinas qui les assassinent.